# Жасмін Трінка
Жасмі́н Трі́нка (італ. Jasmine Trinca; нар. 24 квітня 1981, Рим, Італія) — італійська акторка_ кінорежисерка та сценаристка.

## Життєпис
Жасмін Трінка народилася 24 квітня 1981 в Римі, Італія. З дитинства навчалася в римському ліцеї Liceo classico Virgilio, який закінчила з відзнакою. У 2000-му вступила до Римського університету ла Сап'єнца, щоб отримати диплом з археології. Там же познайомилася з Антоніо, від якого у 2009 народила дочку Ельзу.
Акторську кар'єру Жасмін Трінка почала у 2001 році, у 19 років будучи обраною серед двох з половиною тисяч дівчат на одну з головних ролей у фільмі Нанні Моретті «Кімната сина». Роль Ірен Сермонті, доньки головного героя стрічки, принесла Трінка нагороду Гільєльмо Бірагі від Італійського національного синдикату кіножурналістів як відкриттю року, а сам фільм отримав «Золоту пальмову гілку» на 54-му Каннському міжнародному кінофестивалі.
У 2003 році Трінка отримала роль у фільмі Марко Тулліо Джордана «Найкращі роки молодості», за яку в 2004-му отримала премію «Срібна стрічка» Італійського національного синдикату кіножурналістів у номінації «Найкраща акторка другого плану». Того ж 2004 року вона знялася у «Втечі невинних» Леоне Помпуччі, а наступного року — у Мікеле Плачидо в «Кримінальному романі», екранізації роману Джанкарло Де Катальдо про банду з містечка Мальяна.
У 2005 році Жасмін Трінка знялася разом з Сільвіо Муччіно в «Підручнику кохання», у 2007-му — у стрічці Ріккардо Мілані «Піано, соло» з Кімом Россі Стюардом, Мікеле Плачидо та Паолою Кортеллезі.
У 2007 році Жасмін Трінка входила до складу журі секції «Особливий погляд» на ювілейному 60-му Каннському кінофестивалі очолюваного Паскалем Ферраном.
У 2009 році за роль у фільмі Мікеле Плачідо «Мрія по-італійськи» акторка отримала на 66-му Венеційському кінофестивалі Премію Марчелло Мастроянні.
Жасмін Трінка знялася у двох фільмах французького режисера Бертрана Бонелло: «Будинок терпимості» (2011) та «Святий Лоран. Страсті великого кутюр'є» (2014).
У 2017 році Жасмін Трінка отримала на 70-му Каннському кінофестивалі приз секції «Особливий погляд» за найкращу жіночу роль у фільмі «Фортуната» режисера Серджіо Кастеллітто.

## Фільмографія (вибіркова)
| Рік  |    | Українська назва                       | Оригінальна назва                           | Роль             |
| ---- | -- | -------------------------------------- | ------------------------------------------- | ---------------- |
| 2001 | ф  | Кімната сина                           | La stanza del figlio                        | Ірен Сермонті    |
| 2003 | ф  | Найкращі роки молодості                | La meglio gioventù                          | Джорджія Еспонті |
| 2004 | тф | Втеча невинних                         | La fuga degli innocenti                     | Тілла Наглер     |
| 2005 | ф  | Підручник кохання                      | Manuale d'amore                             | Джулія           |
| 2005 | тф | Кефалонія                              | Cefalonia                                   | Єлена            |
| 2005 | ф  | Кримінальний роман                     | Romanzo criminale                           | Роберта          |
| 2006 | ф  | Кайман                                 | Il caimano                                  | Тереза           |
| 2007 | ф  | Піано, соло                            | Piano, solo                                 | Синтія           |
| 2008 | ф  | Мрія по-італійськи                     | Il grande sogno                             | Лаура            |
| 2009 | ф  | Ультиматум                             | Ultimatum                                   | Луїза            |
| 2011 | ф  | Будинок терпимості                     | L'Apollonide (Souvenirs de la maison close) | Жулі             |
| 2013 | ф  | Одного прекрасного дня                 | Un giorno devi andare                       | Августа          |
| 2013 | ф  | Мило                                   | Miele                                       | Ірен             |
| 2013 | ф  | Інше життя                             | Une autre vie                               | Аврора           |
| 2014 | ф  | Святий Лоран. Страсті великого кутюр'є | Saint Laurent                               | Таліта Гетті     |
| 2014 | тф |                                        | Ti amo troppo per dirtelo                   | Франческа        |
| 2015 | ф  | Ганмен                                 | The Gunman                                  | Анні             |
| 2015 | ф  | Декамерон                              | Maraviglioso Boccaccio                      | Джованна         |
| 2015 | ф  | Ніхто не врятується самостійно         | Nessuno si salva da solo                    | Делія            |
| 2016 | ф  | Томмазо                                | Tommaso                                     | К'яра            |
| 2016 | ф  | Слем: Усе для дівчини                  | Slam: Tutto per una ragazza                 | мати Самюеля     |
| 2017 | ф  | Фортуната                              | Fortunata                                   | Фортуната        |

## Визнання
| Нагороди та номінації Жасмін Трінки               | Нагороди та номінації Жасмін Трінки                   | Нагороди та номінації Жасмін Трінки | Нагороди та номінації Жасмін Трінки |
| Рік                                               | Категорія                                             | Фільм                               | Результат                           |
| ------------------------------------------------- | ----------------------------------------------------- | ----------------------------------- | ----------------------------------- |
| Італійський національний синдикат кіножурналістів |                                                       |                                     |                                     |
| 2001                                              | Премія Срібна стрічка найкращій акторці другого плану | Кімната сина                        | Номінація                           |
| 2001                                              | Нагорода Гільєльмо Бірагі відкриттю року              | Кімната сина                        | Перемога                            |
| 2004                                              | Премія «Срібна стрічка» за найкращу жіночу роль       | Найкращі роки молодості             | Перемога                            |
| 2013                                              | Премія «Срібна стрічка» за найкращу жіночу роль       | Мило та Одного прекрасного дня      | Перемога                            |
| 2015                                              | Премія «Срібна стрічка» за найкращу жіночу роль       | Ніхто не врятується самостійно      | Номінація                           |
| Премія «Давид ді Донателло»                       |                                                       |                                     |                                     |
| 2001                                              | Найкраща акторка другого плану                        | Кімната сина                        | Номінація                           |
| 2004                                              | Найкраща акторка другого плану                        | Найкращі роки молодості             | Номінація                           |
| 2006                                              | Найкраща акторка другого плану                        | Кайман                              | Номінація                           |
| 2013                                              | Найкраща акторка                                      | Одного прекрасного дня              | Номінація                           |
| 2014                                              | Найкраща акторка                                      | Мило                                | Номінація                           |
| 2015                                              | Найкраща акторка                                      | Ніхто не врятується самостійно      | Номінація                           |
| 2018                                              | Найкраща акторка                                      | Фортуната                           | Перемога                            |
| Премія «Золотий глобус»                           |                                                       |                                     |                                     |
| 2001                                              | Найкраща акторка-початківиця                          | Кімната сина                        | Перемога                            |
| 2013                                              | Найкраща акторка                                      | Мило                                | Перемога                            |
| Премія «Золота хлопавка»                          |                                                       |                                     |                                     |
| 2001                                              | Найкраща акторка другого плану                        | Кімната сина                        | Перемога                            |
| 2004                                              | Найкраща акторка другого плану                        | Найкращі роки молодості             | Номінація                           |
| 2006                                              | Найкраща акторка другого плану                        | Кайман                              | Номінація                           |
| 2017                                              | Найкраща акторка другого плану                        | Слем: Усе для дівчини               | Перемога                            |
| Каннський міжнародний кінофестиваль               |                                                       |                                     |                                     |
| 2006                                              | Трофей Шопар — Жіноче откровення                      | Трофей Шопар — Жіноче откровення    | Перемога                            |
| 2017                                              | Премія «Особливий погляд» за найкращу жіночу роль     | Фортуната                           | Перемога                            |
| Берлінський міжнародний кінофестиваль             |                                                       |                                     |                                     |
| 2007                                              | Премія EFP Shooting Star                              | Премія EFP Shooting Star            | Перемога                            |
| Венеційський міжнародний кінофестиваль            |                                                       |                                     |                                     |
| 2009                                              | Премія Марчелло Мастроянні                            | Мрія по-італійськи                  | Перемога                            |
| 2018                                              | Спеціальна Премія Пазінетті найкращій акторці         | На моїй шкірі                       | Перемога                            |
| Стокгольмський міжнародний кінофестиваль          |                                                       |                                     |                                     |
| 2013                                              | Алюмінієвий кінь найкращій акторці                    | Мило                                | Перемога                            |